# Јужно-Сахалинск
Јужно-Сахалинск (рус. Ю́жно-Сахали́нск, на јапанском: Тојохара јап. ユジノサハリンスク) град је у Русији и административно средиште Сахалинске области на острву Сахалин. Град се налази на реци Сусуји (такође званој Црна река). Према попису становништва из 2010. у граду је живело 181.727 становника.
Град је био првобитно био мала руска насеобина, коју су основали осуђеници 1882. године, по имену Владимировка, па је затим, потписивањем 1905. године постао Тојохара (у значењу „Долина плодности"), главни град префектуре јапанског Карафута те након Другог светског рата је опет постао руски град Јужно-Сахалинск.
Град је прешао у руке Јапанаца 1905. после завршетка Руско-јапанског рата, који је трајао од 1904. до 1905. Јапан је тим мировним споразумом добио јужну половину острва Сахалина и добио је у најам полуострво Лиаодонг и руску железничку пругу у јужној Манџурији.
Напетости још увек постоје између Јапана и Русије око острва, посебно у светлу нових нафтних и гасних налазишта на њему и околини. 
Јужно-Сахалинску се отварају могућности, јер велике светске нафтне компаније имају велика улагања у ово подручје, иако већина тих улагања је била на северном делу острва. Ипак, потражња за сировинама које имају Јапан, Кина и Јужна Кореја дају целом острву могућност трајног напретка. У граду постоји аеродром.

## Становништво
Према прелиминарним подацима са пописа, у граду је 2010. живело 181.727 становника, 6.642 (3,79%) више него 2002.
| 1959.  | 1970.   | 1979.   | 1989.   | 2002.   | 2010.   |
| ------ | ------- | ------- | ------- | ------- | ------- |
| 85.510 | 105.840 | 139.861 | 159.299 | 175.085 | 181.728 |

## Међународна сарадња
- Асахикава
- Хакодате
- Ваканај
- Јанђи
- Ансан

## Географија

### Клима
| Клима Јужно-Сахалинск                 | Клима Јужно-Сахалинск | Клима Јужно-Сахалинск | Клима Јужно-Сахалинск | Клима Јужно-Сахалинск | Клима Јужно-Сахалинск | Клима Јужно-Сахалинск | Клима Јужно-Сахалинск | Клима Јужно-Сахалинск | Клима Јужно-Сахалинск | Клима Јужно-Сахалинск | Клима Јужно-Сахалинск | Клима Јужно-Сахалинск | Клима Јужно-Сахалинск |
| Показатељ \ Месец                     | .Јан.                 | .Феб.                 | .Мар.                 | .Апр.                 | .Мај.                 | .Јун.                 | .Јул.                 | .Авг.                 | .Сеп.                 | .Окт.                 | .Нов.                 | .Дец.                 | .Год.                 |
| ------------------------------------- | --------------------- | --------------------- | --------------------- | --------------------- | --------------------- | --------------------- | --------------------- | --------------------- | --------------------- | --------------------- | --------------------- | --------------------- | --------------------- |
| Апсолутни максимум, °C (°F)           | 4,3 (39,7)            | 7,1 (44,8)            | 12,5 (54,5)           | 22,9 (73,2)           | 29,6 (85,3)           | 30,8 (87,4)           | 30,8 (87,4)           | 34,7 (94,5)           | 29,0 (84,2)           | 22,8 (73)             | 18,1 (64,6)           | 7,4 (45,3)            | 34,7 (94,5)           |
| Максимум, °C (°F)                     | −6,7 (19,9)           | −5,3 (22,5)           | −0,2 (31,6)           | 6,8 (44,2)            | 13,4 (56,1)           | 17,8 (64)             | 21,1 (70)             | 22,4 (72,3)           | 19,1 (66,4)           | 12,2 (54)             | 3,2 (37,8)            | −3,6 (25,5)           | 8,4 (47,1)            |
| Просек, °C (°F)                       | −12,0 (10,4)          | −11,5 (11,3)          | −5,5 (22,1)           | 2,1 (35,8)            | 7,9 (46,2)            | 12,7 (54,9)           | 16,6 (61,9)           | 18,0 (64,4)           | 13,9 (57)             | 7,0 (44,6)            | −1,1 (30)             | −8,4 (16,9)           | 3,3 (37,9)            |
| Минимум, °C (°F)                      | −17,3 (0,9)           | −17,7 (0,1)           | −10,9 (12,4)          | −2,5 (27,5)           | 2,4 (36,3)            | 7,5 (45,5)            | 12,1 (53,8)           | 13,6 (56,5)           | 8,6 (47,5)            | 1,7 (35,1)            | −5,4 (22,3)           | −13,1 (8,4)           | −1,7 (28,9)           |
| Апсолутни минимум, °C (°F)            | −32,8 (−27)           | −34,8 (−30,6)         | −27,7 (−17,9)         | −19,5 (−3,1)          | −6,2 (20,8)           | −0,9 (30,4)           | 1,5 (34,7)            | 2,4 (36,3)            | −4,2 (24,4)           | −8,0 (17,6)           | −22,6 (−8,7)          | −26,9 (−16,4)         | −34,8 (−30,6)         |
| Количина падавина, mm (in)            | 52,1 (2,051)          | 35,6 (1,402)          | 48,9 (1,925)          | 62,1 (2,445)          | 67,3 (2,65)           | 52,3 (2,059)          | 84,7 (3,335)          | 108,1 (4,256)         | 112,0 (4,409)         | 102,9 (4,051)         | 82,4 (3,244)          | 69,2 (2,724)          | 877,6 (34,551)        |
| Извор: Южно-Сахалинск погода и климат |                       |                       |                       |                       |                       |                       |                       |                       |                       |                       |                       |                       |                       |